# プロトラム
路面電車修理・近代化プロトラム（ろめんでんしゃしゅうり・きんだいかプロトラム、Remonty i Modernizacja Tramwajów Protram Wrocław Sp. z o.o.）、通称「プロトラム（Protram）」は、かつてポーランドに存在した鉄道車両メーカー。ヴロツワフの路面電車（ヴロツワフ市電）の車両修理工場を企業化した経緯を持ち、同市電を含めたポーランド各地の路面電車車両の近代化や新型車両生産を実施したが、2016年に破産を宣告された。

## 歴史
プロトラムのルーツは、1925年、ヴロツワフがドイツ領の都市・ブレスラウだった時代に遡る。当時、ブレスラウの路面電車を運営していたブレスラウ市営軌道（Städtische Straßenbahn Breslau、SSB）は他の路面電車運営組織を買収し、同都市の全域に路線網を有することとなったが、それに合わせてレグニツカ（Legnicka）に車両修理工場（Zakłady Napraw Tramwajów）が開設された。この車両基地は第二次世界大戦時の被害を乗り越え、戦後に同都市がポーランド領・ヴロツワフとなった後も車両の修繕拠点として稼働し、多くの車両の修繕が実施された。
その後、ポーランドの民主化を経た1990年代以降、この車両基地では路面電車の主力車両であるコンスタル105Naの大規模な更新工事が実施された。そして1999年、企業再編の流れで路面電車の運営組織から分離する事となり、従業員によって設立された企業「プロトラム（RMT Protram）」に事業が継承された。以降、プロトラムはコンスタル105Naの近代化が続けられ、地元・ヴロツワフの路面電車のみならずポーランド各地の路面電車で使用されていた車両の近代化も受け持った。一方、2004年にはコンスタル105Naを基にした初の自社設計の新造車両である204WrAsを開発し、2006年には連接構造を有する部分超低床電車の205WrAsが生産された。これらの新造車両はヴロツワフの路面電車への導入が行われた。
その後、2009年には更に低床部分を広げた新型電車（206WrAs）を発表したものの受注を獲得する事は出来ず、コンスタル105Naの更新事業についても各地の路面電車事業者が新造車両の導入を優先した事で需要が減少した。2013年には倒産の危機に直面し、その際は動態保存されている路面電車車両の修復事業を受け持つ事により存続することができたものの、以降も受注が非常に少ない状態が続いた結果、2016年2月、裁判所からの判決に基づいてプロトラムは破産を宣告された。残された資産については同年11月以降部分的に売却する事が決定している。

## 主要製品

### 新造車両

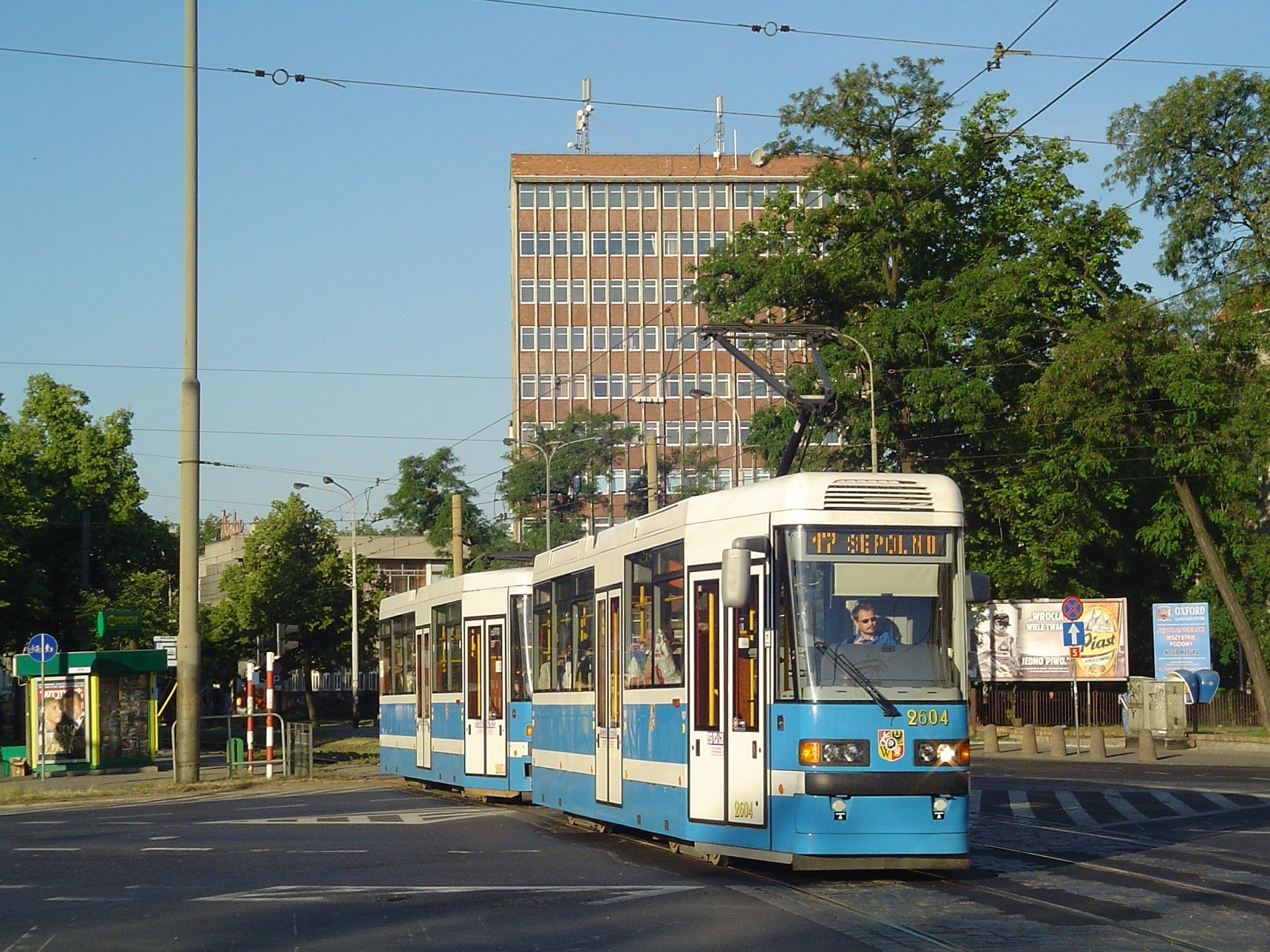
204WrAs（ポーランド語版） ボギー車
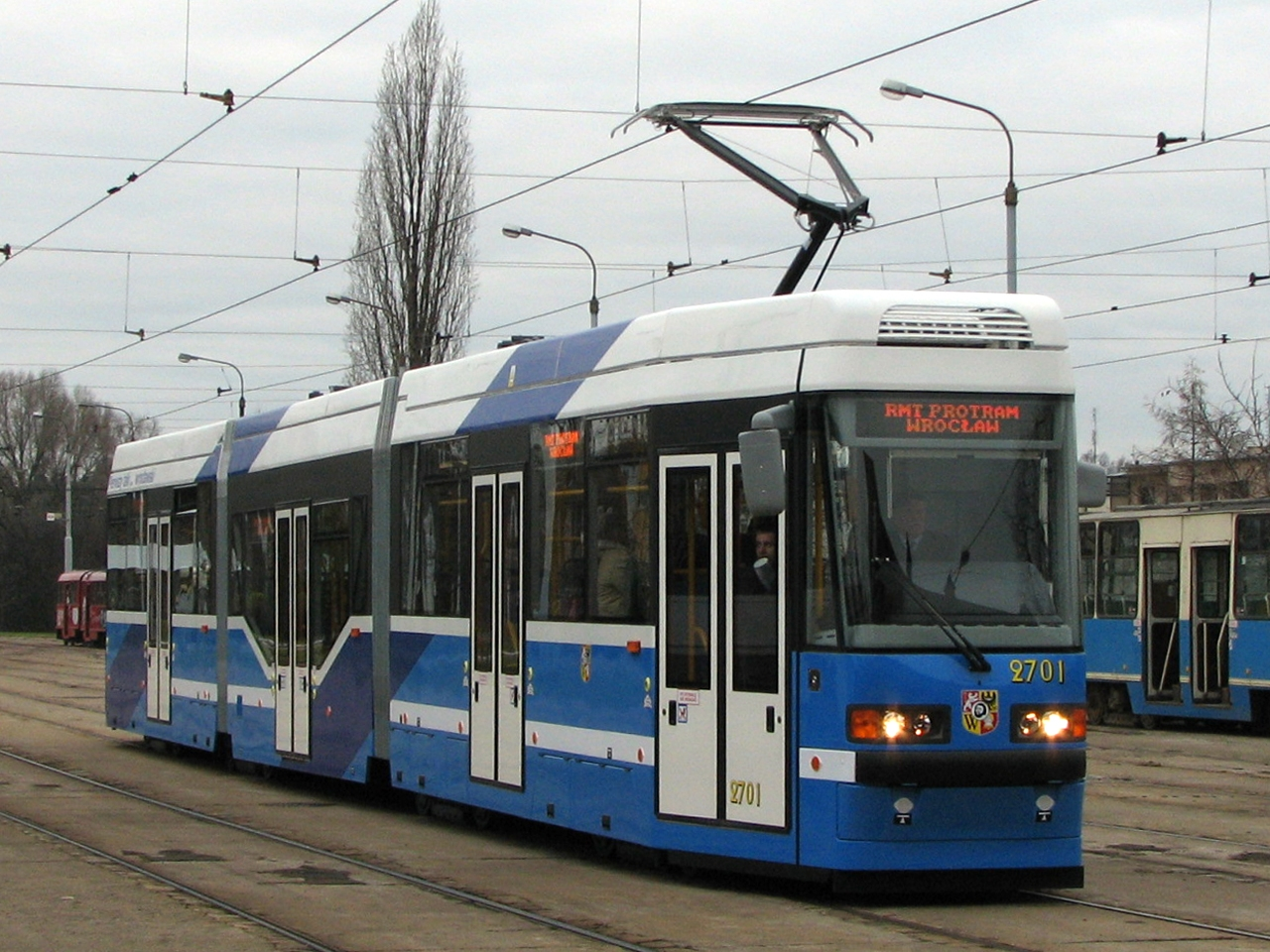
205WrAs（ポーランド語版） 3車体連接車 部分超低床電車
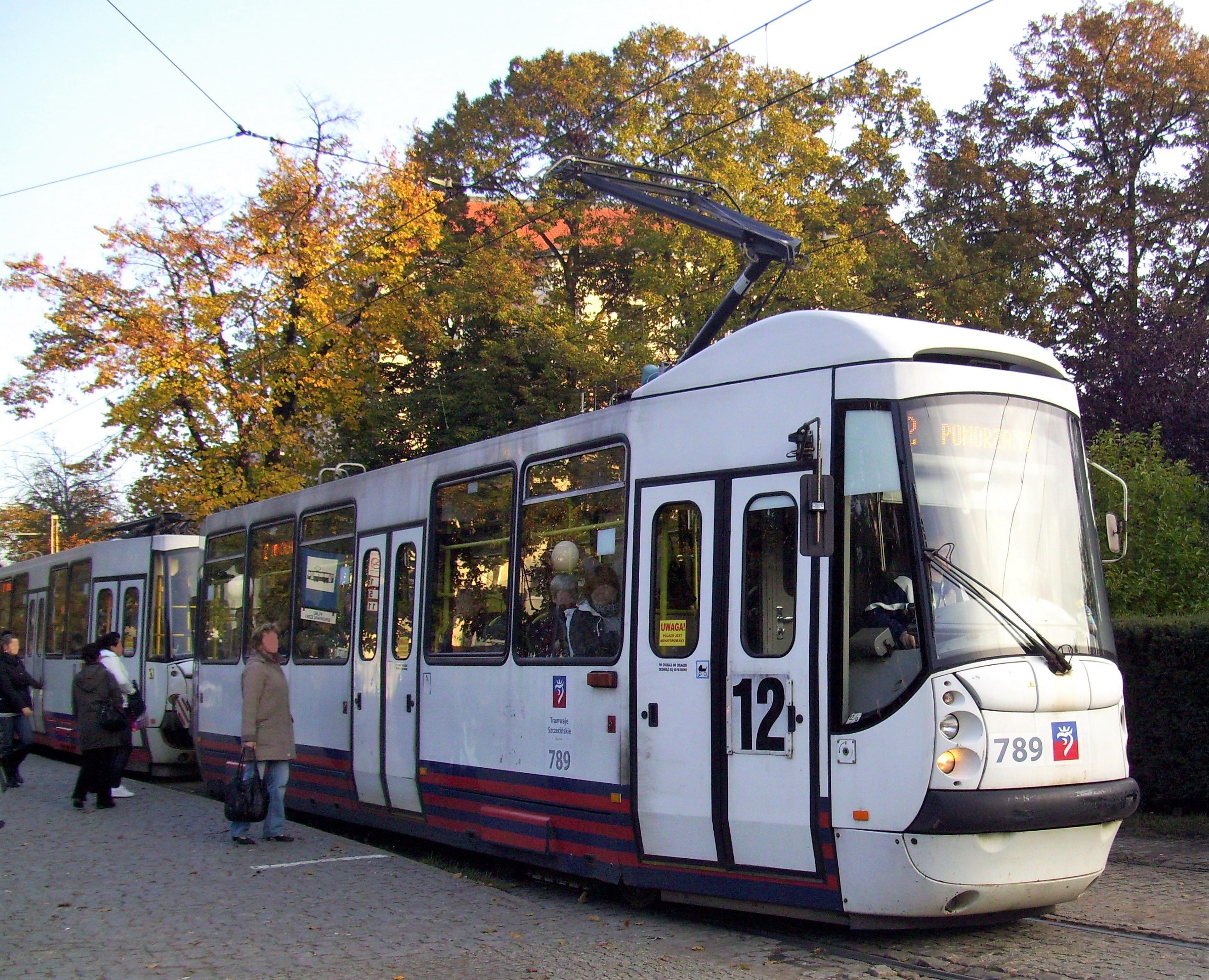
105N2k/2000 ボギー車[注釈 1]

### 近代化車両

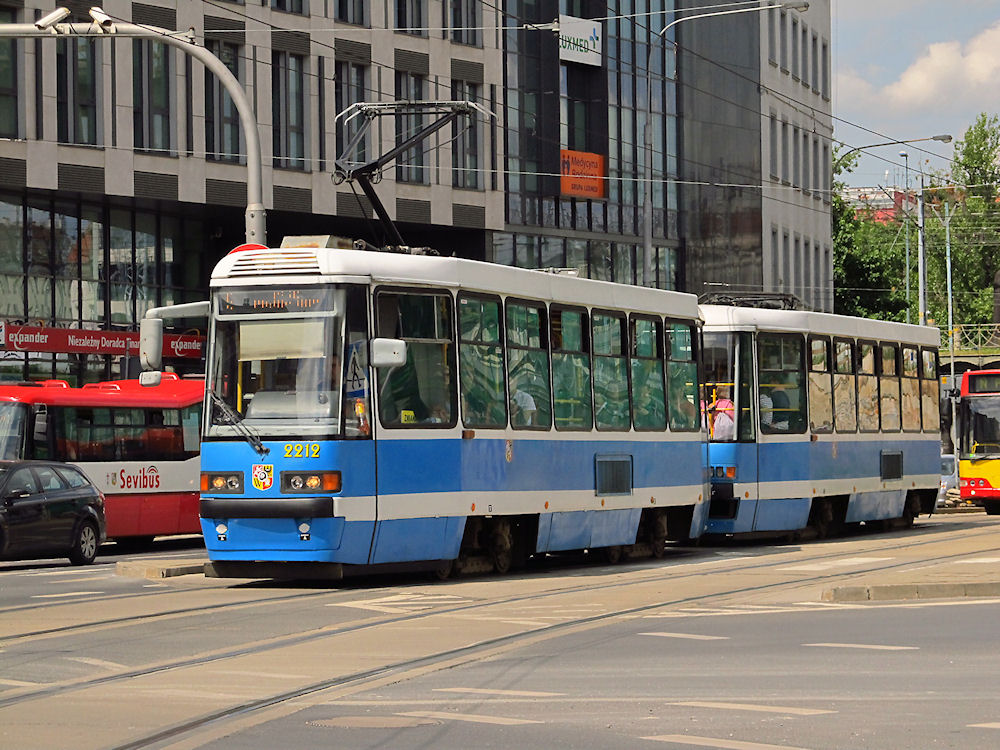
105NWr（ポーランド語版） ボギー車
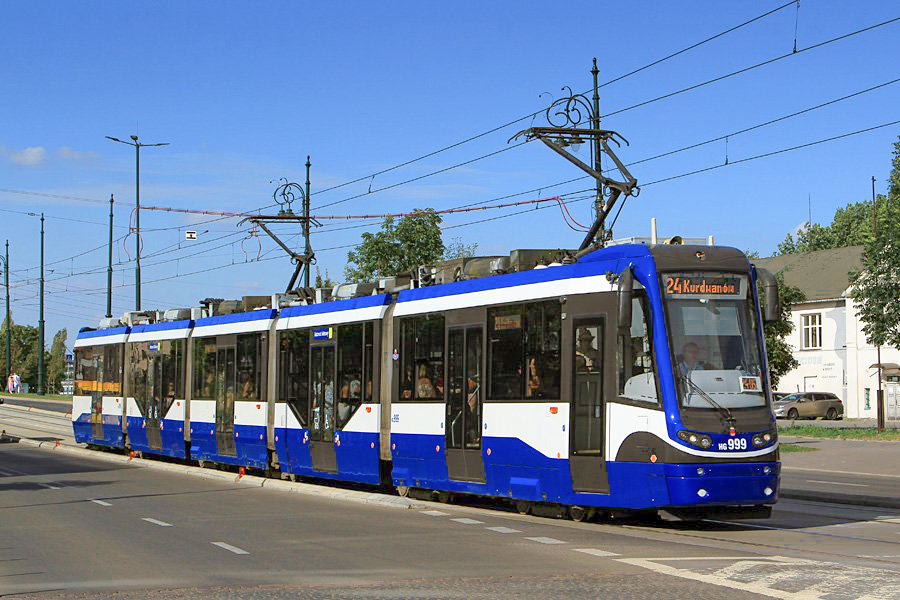
405N 5車体連接車 部分超低床電車